# Христоманос, Константинос
Константинос Христоманос (греч. Κωνσταντίνος Χρηστομάνος; 1867, Афины — 1 ноября 1911, там же) — греческий режиссёр, драматург, писатель и поэт, основатель театра Новая Сцена. Жизнь Христоманоса часто рассматривается как ещё одна славная деталь в мифологии о императрице Австрии Елизавете (Сиси) и окружена романтической сказкой, в которой благородный, но поражённый судьбой горбун влюбляется страстно, но платонически, в свою недоступную ему королеву.
Это несправедливо оставляет в тени тот факт, что Христоманос был одним из первых (новых) греческих авторов имевших издательский успех в Западной Европе, в первую очередь благодаря его переведённым на многие языки «Дневникам» («Tagebucher»), и что одновременно он считается пионером современного греческого театра. Его «Новая Сцена» по сегодняшний день упоминается как поворотный момент в истории современного греческого театра и является основой театрального образования.

## Семья
Род Христоманоса восходил к населённому в основном греками городку Мелник Восточной Македонии, у отрогов Восточного Орвилоса (сегодня городок находится на территории Болгарии, в нескольких километрах от греческой границы) и селу Катраница (Пирги) сегодняшнего греческого нома Козани Западной Македонии.
Купеческий род Христоманисов разбогател на торговле с Австро-Венгрией, куда и перевёл впоследствии центр своей коммерческой деятельности

Его отец Христоманос, Анастасиос (1841—1906), родился в Вене, переехал в Афины в 1862 году и многие годы преподавал химию в Афинском университете и считается основателем химической науки в Греции
Его мать, Афина Христоману, была дочерью баварского главврача Линдермайера и Афины Бенизелу, происходившей в свою очередь из старинной афинской аристократической семьи

## Биография
Константин Христоманос родился в Афинах в августе 1867 года

В возрасте 4 лет, в 1871 году, и в результате халатности гувернантки, упал с лестницы ведущей на крышу дома и повредил позвоночник. Этот несчастный случай оставил отпечаток на всю его жизнь — его непрерывно преследовали боли и кифоз искривил его позвоночник. Он рос замкнутым, подвергаясь издевательствам своих одноклассников, которые обзывали его «горбуном»
В конечном итоге, он бросил школу и продолжил учёбу с репетиторами дома.

При этом Христоманос был смышлёным и талантливым ребёнком, в возрасте 17 лет уже говорил на английском, французском и итальянском языках

Он окончил гимназию в 1884 году и поступил на медицинский факультет Афинского университета. В этот период он написал и издал свою первую исследователскую работу, Генеалогические исследования рода Либова (Γενεαλογικά μελετήματα: το γένος Λίμποβα), в которой описал своё родословное дерево.

### Венский период

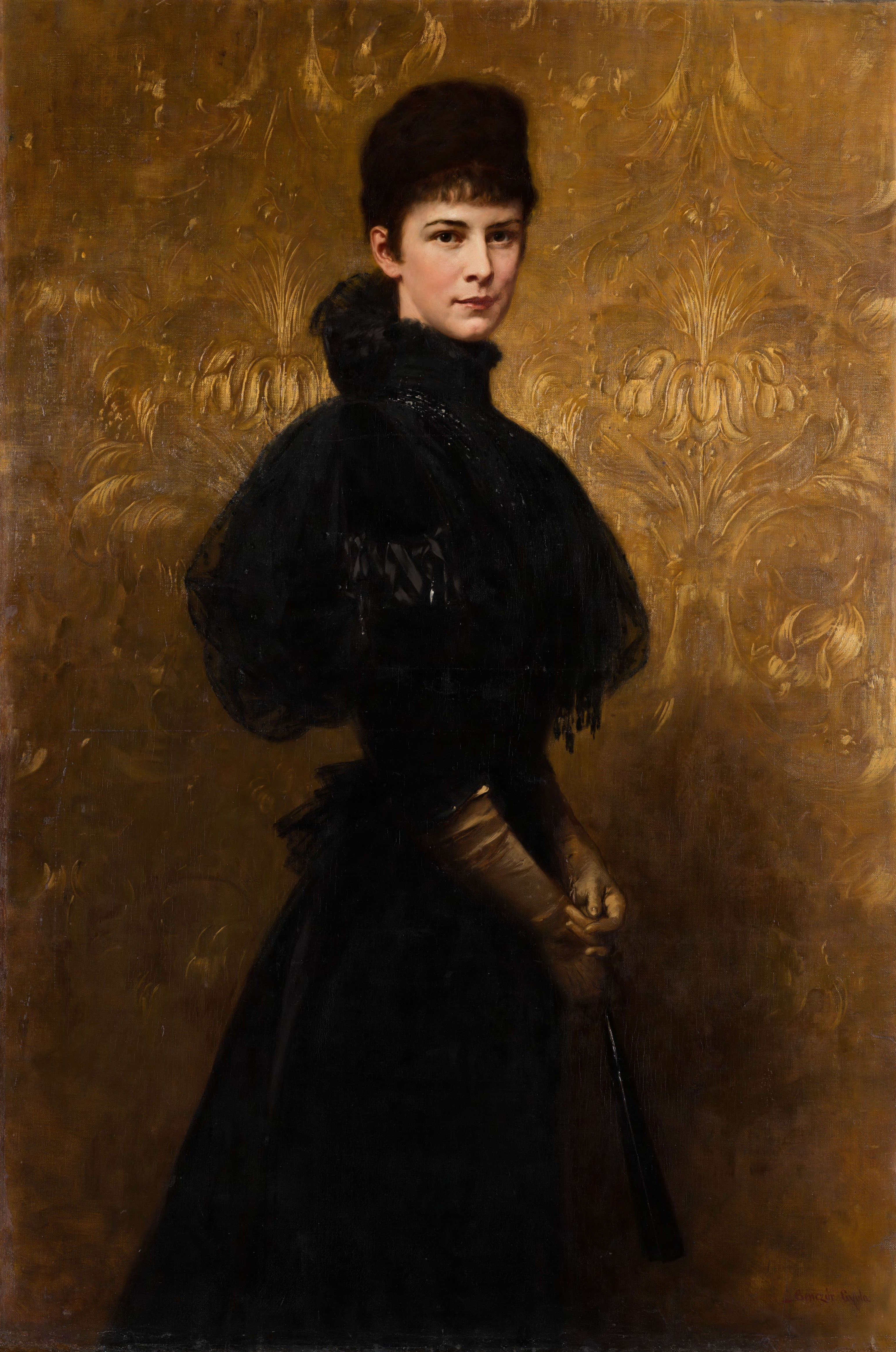
Портрет «Сиси» в 1899 году (работа венгерского художника Бенцур, Дьюла)

В 1888 году он бросил учёбу на медицинском факультете и вместе со своим братом Антонисом уехал в Вену, где поступил на философский факультет Венского университета. В 1891 году он окончил университет с докторской степенью (его докторская диссертация была написана на тему «О византийских институтах в франкском (западноевропейском) праве». и одновременно стал преподавать греческий язык императрице Елизавете.
Моррис Баррес, его переводчик на французский язык, несколько поэтически писал об этой встрече:
…это был молодой афинянин студент, который учился весь день до глубокой ночи, в меланхолическом жилом доме какого то пригорода Вены. Будучи одиноким, листал латинские тексты для своей докторской диссертации, о чём то мечтал и вздыхал. Когда наступал вечер, дрозд садился на соседнюю крышу и пел, пел пока темнота не гасила его маленькую фигурку и сладкий голос. И вот однажды, императрице взбрело в голову изучить греческий язык и она пожелала, чтобы ей привели молодого грека, который сопровождал бы её в прогулках. Ей рассказали тогда про студента. И она немедленно послала свою золотую карету и забрала его в свой дворец….
Летом 1892 года, после посещения библиотеки Ватикана, Христоманос перешёл в католичество, после чего провёл пять месяцев (с ноября 1892 и по март 1893 годов) монашеской жизни в монастыре в Монтекассино.
В 1895 году, когда он получил австрийское гражданство, провозглашён — при посредничестве императрицы — бароном и рыцарем ордена Франца Иосифа. Также в 1895 году он был избран лектором философского факультета Венского университета и профессором на кафедре новогреческого языка.
В период своей службы при императрице, он регулярно писал и публиковался в венской газете «Neue Freie Presse».
Христоманос впервые опубликовал свои стихи на немецком языке в 1896 году в журнале «Wiener Rundschau». Чуть позже, в 1898 году он издал свой поэтический сборник «Орфические песни» (Orphische Lieder), а также поэтическую драму «Пепельная женщина» (Diegraue Frau).
В 1898 году в Вене была издана на немецком языке его Книга императрицы Елизаветы — Страницы дневника.
В прологах сегодняшних изданий, книга характеризуется лирическим романом — биографией, в которой писатель, увлечёный своим восхищением и угнетённым эротизмом, прявляет свою чрезмерную чувствительность, не обращая внимания если его исповедь или описание соответствует действительности. Елизавета описывается одновременно существом тёмным и светлым.
Хотя Христоманос опубликовал свою книгу после убийства императрицы, королевский двор не желал чтобы жизнь королевской среды была известна широкой публике и выразил своё недовольство. Австрийская цензура запретила продажу и распространение книги, газета прервала своё сотрудничество с ним, и ему указали что его пребывание в стране более нежелательно.
В начале 1901 года, после продолжительного тура по филологической и театральной Западной Европе, он окончательно обосновался в Афинах.

### Афины — Новая Сцена

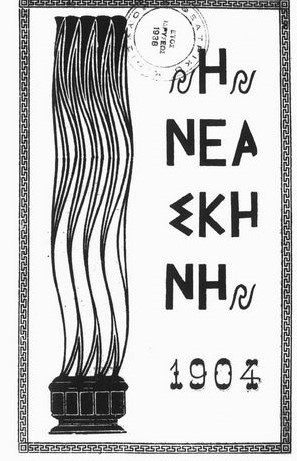

В Афинах Христоманос стал основателем театра (труппы) «Новая сцена» и оказал большое влияние на развитие современного греческого театра, введя также впервые понятие режиссёра (одновременно с То́масом Иконо́му из Королевского театра). Декларацию о создании Новой сцены он зачитал в Театр Диониса 27 февраля 1901 года перед видными литераторами, среди которых были Костис Паламас, Павлос Нирванас и Григориос Ксенопулос, которые и расписались под уставом. Христоманос в последующие годы посвятил себя полностью своему театру. Он посвятил театру своё время, здоровье и состояние. Он стал режиссёром, постановщиком, актёром и сумел своим неустанным темпераментом дать прекрасные представления работ современного ему театрального репертуара.
Он окончательно изгнал из своих постановок «чистый язык» (Кафаревуса), невыносимый лиризм, искусственную гиперболу в манере игры актёров, чтобы дать место реализму, который был требованием его эпохи.
«Новая Сцена» стала стартовой площадкой для нового поколения актёров (Д. Мират, Т. Лепенио́тис, А. Хрисомалис, Теони Дракопулу и, даже, поэт Сикелианос, Ангелос с его сестрой Элени Пасаянни).
Но исполнительницей главных ролей в постановках Христоманоса стала актриса Кивели, которая одновременно стала и его новой музой. Его репертуар включал Ибсена, Толстого, Тургенева, Бека (чьи работы он переводил сам), греческих драматургов Д. Коромиласа, Х. Анниноса, Я.Камбисиса, Г. Ксено́пулос и др. Он также переложил на разговорный язык и представил публике Алкесту Еврипида и Антигону Софокла.
Однако «Новая сцена» не была прибыльной. Широкая публика, которая смогла бы содержать эти представления, не интересовалась особенно его избранным, но трудным, репертуаром. В результате, в 1906 году, Христоманос был вынужден прекратить деятельность своего театра

Впредь он будет занят только написанием литературных и театральных работ.

### Литературная деятельность — Последние годы
В 1908 году Христоманос написал драматическую работу в трёх актах «Три поцелуя». Работа была поставлена наследниками его «Новой сцены», но провалилась с треском. Успехом работа увенчалась позже, когда в пьесе играла М. Котопули …которая оживила главную роль всей силой своего зрелого таланта и которая потрясла его навязчивую, но и мелодичную, фразеологию теплотой своего захватывающего и очаровательного голоса…. В том же году он написал свою книгу Восковая кукла, которую столетие спустя П. Биста охарактеризовала поэтической прозой или реалистическим романом.
. Книга была издана уже после смерти автора, в 1911 году.
В 1909 году он написал пьесу в трёх актах «Коротышка нут» (Κοντορεβυθούλης) которая также была поставлена труппой Котопули. Комедия была сочтена порнографической для нравов той эпохи и была освистана.
В результате, Христоманос исчез из жизни греческой столицы
.
Он вновь погрузился в депрессию, постоянную спутницу его жизни, которая на этот раз стала ещё более глубокой
.
Газета Эстиа писала 2 ноября 1911 года:
…Он так часто говорил что он мёртв, он чувствовал такое трагическое наслаждение когда считал себя уже давно мёртвым, что вчера, когда поздно ночью распространились слухи что он умер, новость была принята с недоверием.
И всё же, Христоманос был прав.
Если он ещё появлялся на улицах и из глубины экипажа изредка появлялась его острый образ, со следами боли запечатлённым на нём, несомнено то, что Хрисоманос умер когда отошёл от всего, подал в отставку от всего, осудил себя на воздержание от всего, и уединился в каком то домике в Патисиа. Человек великих идеалов, смелой инициативы, крайней настойчивости в целом и в минимальных деталях, маленький человечек, который становился гигантом когда он желал действовать и преуспевать, перестал жить с момента когда он не желал успеха.
Если сегодня мы хороним бездушное тело, душа была похоронена много раньше. Он похоронил её сам, в одиночестве, без жалобы, без протеста…..
Христоманос умер от сердечного приступа 1 ноября 1911 года и был похоронен на Первом афинском кладбище

## После смерти Христоманоса
Его роман Восковая кукла станет кинематографическим фильмом в 1916 году, в постановке Михалиса Глицоса (первое (новое) греческое литературное произведение перенесённое на экран, в главной роли Виргиниа Диаманти) и много позже (1987) станет сериалом греческого телевидения.

## Работы
- «Род Либова, генеалогическое исследование», 1887 (Το γένος Λίμποβα, γενεαλογική μελέτη)
- «Орфические песни», 1896 (Orphische Lieder. Wien: Konegen 1898.).
- «Пепельная женщина», 1898 (Die graue Frau. Einakter. Wien: Konegen 1898. online)
- «Книга императрицы Елизаветы — страницы дневника» (Tagebuchblätter) (Το βιβλίο της Αυτοκράτειρας Ελισάβετ- φύλλα ημερολογίου (γερμανικά) Βιέννη — 1908 (ελληνικά) έκδ."Φέξη", Αθήναι)
- Статьи в газете Neue Freie Presse 1889—1896
- «Три поцелуя, трагическая соната в трёх частях», 1909 (Τα τρία φιλιά, τραγική σονάτα σε τρία μέρη, θέατρο)
- «Восковая кукла», роман,1911 (Η κερένια κούκλα μυθιστόρημα εκδ. «Φέξη» 1911)
- «Три неизданных письма», 1931 (Τρία ανέκδοτα γράμματα, περιοδικό «Νέα Εστία»)
- Антигона Софокла, 1934 , переложение на разговорный язык (περιοδικό «Έρευνα», Αλεξάνδρεια[18].